# Улица Генерала Сандалова (Москва)
У́лица Генера́ла Санда́лова — улица на северо-западе Москвы в Хорошёвском районе Северного административного округа между Ленинградским проспектом и улицей Авиаконструктора Микояна.

## Происхождение названия
Улица названа 15 февраля 2017 года в память выдающегося военачальника Великой Отечественной войны, военного историка, генерал-полковника Леонида Михайловича Сандалова (1900—1987). До этого проектируемый проезд № 5508.

## Описание
Улица Генерала Сандалова начинается от Ленинградского проспекта напротив улицы Серёгина, проходит на юго-запад параллельно улице Маршала Шапошникова до улицы Авиаконструктора Микояна, за которой продолжается как Ходынский бульвар.

## Общественный транспорт
- Станции метро  Динамо и  Петровский парк— в 920 метрах от пересечения с Ленинградский проспектом.
- Станция метро  ЦСКА - в 530 метрах от пересечения с улицей Авиаконструктора Микояна.
- Автобус № 318 — только в направлении от улицы Авиаконструктора Микояна до Ленинградского проспекта.